# René Lefebvre de la Faluère
René Lefebvre de la Faluère, seigneur de la Faluère, est un magistrat français, né à Tours le 6 août 1632, mort à Paris le 21 mars 1708, premier président au Parlement de Bretagne du 5 mai 1687 jusqu'au 2 mars 1703 où il est remplacé par Pierre de Brilhac. Il était conseiller du roi en ses conseils, président en la quatrième chambre des enquêtes du Parlement de Paris, 1678, puis premier président au Parlement de Bretagne.

## Famille
La famille Lefebvre de la Faluère était établie dans le commerce à Blois avant que Jean Le Febvre ne s'installe comme grenetier à Laval en 1544. Elle tire son nom de la Falluère, en Avesnières. Ses descendants ont occupé des postes au Parlement de Paris, au Parlement de Bretagne et au Grand-Conseil. En Mayenne, ils se sont établis dans plusieurs domaines, notamment à la Falluère, à la Sicorie, au Bois Gamats, à Monternault et à Marigny. La famille descendait, d'après le Mercure de France, d'un officier de la cour de François II de Bretagne, et d'après le dossier du Cabinet des titres, de Jean Le Fèvre, seigneur de la Faluère, grènetier à Laval, originaire de Blois.

### Origines familiales
Ses parents étaient Claude Lefebvre de la Faluère, Trésorier de France à Tours, et de Marie Barbault de Boylèvre.

### Mariages et descendance
Il avait épousé Françoise Ferrand, née en 1638, sœur du président Michel Ferrand, président de la Grand-chambre du parlement de Paris, et morte le 17 mars 1720. D'après le Cabinet des titres et le Mercure, il eut pour postérité: 
- 1. Antoine-René Lefebvre de la Faluère, président à mortier au Parlement de Bretagne, en 1693, puis conseiller à la quatrième Chambre des Enquêtes, à celui de Paris (1698), et marié avec Louise-Renée du Plessier de Génonville.
- 2. Catherine, qui épousa, le 23 septembre 1694, Jean-François-René de Bréhan, comte de Mauron, conseiller au Parlement de Bretagne, dont Louis de Bréhan de Plélo.
- 3. N., Prieur de la Madeleine,

## Premier président du Parlement de Bretagne
En 1661, il est conseiller à la IIe Chambre des Enquêtes. Il est indiqué comme Doux, gracieux, honnête homme, s'appliquant entièrement au métier; est de Tours; a un frère conseiller au Grand Conseil. Est gendre de monsieur Ferrand, lieutenant particulier. Est amy de messieurs du Vaux, Vallentine, receveurs généraux de Tours. A la fin d'avril 1687, président aux Enquêtes, il est fait premier président du Parlement de Bretagne. Il y succédait à Louis II Phélypeaux de Pontchartrain. Il est cité à plusieurs reprises dans les Mémoires de Madame de Sévigné.
En 1703, René Lefebvre de La Faluère vendit la charge de premier président du Parlement de Bretagne à Pierre de Brilhac 60 000 livres auxquelles s'ajoutent 30 000 livres accordées par le roi en récompense de ses services.

## Sources
- Lettres de la présidente Ferrand au Baron de Breteuil. Anne Bellinzani Ferrand, Eugène Asse. 1880. Voir en ligne
- Frédéric Saulnier, Le Parlement de Bretagne, 1554-1790, vol.1, éd. Imprimerie de la Manutention, 1991,  (ISBN 2-85554-047-X)